# White Sands (película)
White Sands (White Sands en Ecuador y Arenas blancas en España y el resto de Hispanoamérica) es una película de acción de 1992 dirigida por Roger Donaldson y protagonizada por Willem Dafoe, Mickey Rourke y Mary Elizabeth Mastrantonio. 

## Argumento
Ray Dolezal es un honesto sheriff de un pequeño pueblo de Arizona. Está casado y tiene un hijo. Un día su vida, que es aburrida, cambia radicalmente cuando encuentran en el desierto a un hombre muerto, suicidado, con una maleta con 500 000 dólares dentro.  
Durante la autopsia, el patólogo del lugar, Bert Gibson, descubre en su estómago un papel con un teléfono, al cual Dolezal llama luego. Así, descubre que el hombre se llamaba Bob Spencer y que debía transportar el dinero a un sitio para un negocio. Convencido de que ese suicidio no es lo que aparenta ser, él decide solucionar el caso suplantando la identidad del muerto. A partir de entonces Dolezal se ve envuelto en un mundo lleno de violencia y de intrigas.  
A través del FBI, descubre que Bob Spencer era un recadero del FBI que había robado ese dinero, el cual había entregado antes a Gorman Lennox, un hombre que está haciendo tráfico de armas para apoyar a las guerrillas de América del Sur y que tiene contactos con la industria militar. También descubre que el FBI está detrás de Lennox, el cual tiene ayuda de Lane Bodine, una mujer romántica que lucha por causas justas y que se siente atraída por Dolezal. Ellos entonces reclutan a Dolezal para acabar con Lennox y el agente del FBI Greg Meeker se vuelve su jefe. 
Con el tiempo descubre que Spencer tenía una amiga, Noreen, que le explica que el robo del dinero fue idea de un agente del FBI amigo suyo y que debió haberlo matado para encubrir su participación al respecto. Poco tiempo después es arrestado por agentes de Asuntos Internos del FBI que sospechan que estaba metido en el robo. Es entonces cuando Lennox, que quiere continuar con el negocio de armas, le salva de ser arrestado y los mata para que nadie entorpezca el contrabando de armas que está organizando con Dolezal. También le explica que es de la CIA y que la CIA quiere el contrabando para proteger la industria militar americana financiando guerras para ello, ya que ahora con el fin de la Guerra Fría se están volviendo casi inexistentes, lo que es malo para ellos.
Él logra escapar de él y volver con Noreen, a la que encuentra asesinada, Cuando investiga el lugar del crimen, él encuentra una foto de ella, Spencer y de Meeker. Es entonces cuando se da cuenta de que Meeker es el asesino de ambos y cuenta entonces a Lane todo lo que realmente está ocurriendo. Ella entonces se junta con él y logran detener a Meeker, el cual confiesa que él indujo al suicidio a Spencer para encubrir su participación en el robo cuando el FBI descubrió el crimen y que él orquestó para poder utilizarlo para atrapar a Lennox admitiendo implícitamente también con ello que luego mató a Noreen para encubrir lo que hizo.
Con la ayuda de Bodine, Dolezal consigue luego recuperar el dinero y entregarlo al FBI, acabar con Lennox y delatar a Meeker al FBI para que lo arresten por lo ocurrido, algo que ocurre en White Sands, Nuevo México. Luego deja a Bodine fuera del asunto en agradecimiento por lo que hizo, la cual aprende a ser menos inocente. Se separan luego amistosamente sabiendo Bodine que Dolezal está casado aunque él admite que bajo otras circunstancias la relación hubiese sido posible. Luego Dolezal se va a casa habiendo resuelto satisfactoriamente el caso.

## Reparto
| Actor                       | Papel         |
| --------------------------- | ------------- |
| Willem Dafoe                | Ray Dolezal   |
| Mary Elizabeth Mastrantonio | Lane Bodine   |
| Mickey Rourke               | Gorman Lennox |
| Samuel L. Jackson           | Greg Meeker   |
| M. Emmet Walsh              | Bert Gibson   |
| James Rebhorn               | Flynn         |
| Maura Tierney               | Noreen        |
| Miguel Sandoval             | Ruiz          |
| Mimi Rogers                 | Molly Dolezal |

## Producción
El rodaje empezó en abril de 1991. Sin embargo hubo varios retrasos en el rodaje al respecto durante varios meses, por lo que finalmente se empezó a rodar el 16 de agosto de 1991. Las tomas exteriores de la producción cinematográfica se rodaron en Estancia, Santa Fe, Taos y en Alamogordo, todos en Nuevo México. El restante rodaje se hizo en los estudios Garson y en la Universidad de Santa Fe, también en Nuevo México. Finalmente la película se estrenó el 29 de abril de 1992.

## Recepción
La producción cinematográfica fracasó en la taquilla y recibió críticas mediocres, cuando se estrenó.
Hoy en día la película ha sido valorada en portales cinematográficos y por críticos profesionales. En IMDb, con unos 8 500 votos registrados, el filme obtiene una media ponderada de 6,0 sobre 10. En cuanto a Rotten Tomatoes, los más de 2500 votos registrados le dieron allí una valoración media de 3,2 de 5, mientras que los 16 críticos profesionales que se expresaron allí le dieron una valoración media de 5,1 de 10.